# Fergusonina flavicornis
Fergusonina flavicornis är en tvåvingeart som beskrevs av Malloch 1925. Fergusonina flavicornis ingår i släktet Fergusonina och familjen Fergusoninidae. Inga underarter finns listade i Catalogue of Life.